# Sankt Kathrein am Hauenstein
Sankt Kathrein am Hauenstein è un comune austriaco di 684 abitanti nel distretto di Weiz, in Stiria.